# Sérvia nos Jogos Olímpicos de Verão da Juventude de 2010
A Sérvia participou dos Jogos Olímpicos de Verão da Juventude de 2010 em Cingapura. A delegação sérvia foi composta por 32 atletas que competiram em oito esportes. O país conquistou uma medalha de ouro, uma de prata e uma de bronze.

## Medalhistas
| Medalha | Nome                                                                        | Esporte     | Evento                           | Data         |
| ------- | --------------------------------------------------------------------------- | ----------- | -------------------------------- | ------------ |
| Ouro    | Marko Radonjić Nemanja Bezeradica Saša Avramović Stefan Popovski-Turanjanin | Basquetebol | Torneio Masculino de Basquetebol | 23 de agosto |
| Prata   | Velimir Stjepanović                                                         | Natação     | 100 m livre masculino            | 20 de agosto |
| Bronze  | Velimir Stjepanović                                                         | Natação     | 100 m borboleta masculino        | 16 de agosto |

## Atletismo
| Evento                | Atleta           | Qualificação | Qualificação | Final     | Final        |
| Evento                | Atleta           | Resultado    | Posição      | Resultado | Posição      |
| --------------------- | ---------------- | ------------ | ------------ | --------- | ------------ |
| 400 m feminino        | Katarina Ilić    | 56.41        | 12º (3º q3)  | 55.77     | 2º (Final B) |
| Salto triplo feminino | Sandra Raičković | 12,30        | 7º           | Sem marca | -- (Final A) |

## Basquetebol
| Evento                           | Elenco                                                                      | Preliminares | Preliminares                                                                          | Preliminares | Quartas-de-final     | Semifinais                 | Final              | Pos. final      |
| Evento                           | Elenco                                                                      | Grupo        | Resultados                                                                            | Pos.         | Quartas-de-final     | Semifinais                 | Final              | Pos. final      |
| -------------------------------- | --------------------------------------------------------------------------- | ------------ | ------------------------------------------------------------------------------------- | ------------ | -------------------- | -------------------------- | ------------------ | --------------- |
| Torneio Masculino de Basquetebol | Marko Radonjić Nemanja Bezeradica Saša Avramović Stefan Popovski-Turanjanin | A            | IND Índia V 33-19 GRE Grécia V 34-14 NZL Nova Zelândia V 30-13 PUR Porto Rico V 31-30 | 1º           | LTU Lituânia V 33-22 | USA Estados Unidos V 34-29 | CRO Croácia V 22-9 | Medalha de ouro |

## Ciclismo
| Equipe                    | Prova             | Corta-mato | Corta-mato | Contra-relógio | Contra-relógio | BMX  | BMX   | Estrada masculino[n1] | Pontos | Pos. final |
| Equipe                    | Prova             | Fem.       | Masc.      | Fem.           | Masc.          | Fem. | Masc. | Estrada masculino[n1] | Pontos | Pos. final |
| ------------------------- | ----------------- | ---------- | ---------- | -------------- | -------------- | ---- | ----- | --------------------- | ------ | ---------- |
| Equipes mistas combinadas | Aleksa Veličković |            |            |                |                |      | 72    | 72                    | 355    | 27º        |
| Equipes mistas combinadas | Filip Pavlović    |            |            |                | 30             |      |       | 66 - 5 = 61[n2]       | 355    | 27º        |
| Equipes mistas combinadas | Jovana Crnogorac  | 40         |            | 40             |                | 40   |       |                       | 355    | 27º        |
| Equipes mistas combinadas | Lazar Jovanović   |            | 72         |                |                |      |       | 72                    | 355    | 27º        |

↑  Na prova de estrada apenas a melhor pontuação foi considerada.

↑  5 pontos foram deduzidos porque todos os três ciclistas acabaram a corrida.

## Judô
| Evento               | Atleta            | 1ª rodada                        | 1ª rodada repescagem | 2ª rodada repescagem       | Final repescagem A               | Disputa pelo bronze A                       | Pos. final |
| -------------------- | ----------------- | -------------------------------- | -------------------- | -------------------------- | -------------------------------- | ------------------------------------------- | ---------- |
| Até 100 kg masculino | Mateja Glušac     | ISR Yakov Mamistavalov D 000-100 | Sem oponente         | VEN Pedro Pineda V 100-000 | ISR Yakov Mamistavalov V 100-000 | GER Marius Piepke D 000-000 (ponto de ouro) | 5º         |
| Até 78 kg feminino   | Una Svetlana Tuba | BEL Lola Mansour D 000-001       | Sem oponente         | ALG Sana Khelifi V 100-000 | BIH Milica Savić V 100-000       | UKR Kseniya Darchuk D 001-100               | 5º         |

| Evento         | Atleta                                                 | 1ª rodada    | 2ª rodada               | Semifinais  | Final       | Pos. final |
| -------------- | ------------------------------------------------------ | ------------ | ----------------------- | ----------- | ----------- | ---------- |
| Equipes mistas | Mateja Glušac (como integrante da equipe Nova York)    | Sem oponente | ZZX Equipe Tóquio D 4-4 | Não avançou | Não avançou | 5º         |
| Equipes mistas | Una Svetlana Tuba (como integrante da equipe Hamilton) | Sem oponente | ZZX Equipe Cairo D 4-4  | Não avançou | Não avançou | 5º         |

## Natação
| Evento                    | Atleta                                                                | Qualificação | Qualificação | Semifinais  | Semifinais  | Final         | Final             |
| Evento                    | Atleta                                                                | Resultado    | Posição      | Resultado   | Posição     | Resultado     | Posição           |
| ------------------------- | --------------------------------------------------------------------- | ------------ | ------------ | ----------- | ----------- | ------------- | ----------------- |
| 50 m livre feminino       | Katarina Simonović                                                    | 27.23        | 22º (8º q7)  | Não avançou | Não avançou | Não avançou   | Não avançou       |
| 200 m livre feminino      | Katarina Simonović                                                    | 2:06.13      | 19º (7º q6)  |             |             | Não avançou   | Não avançou       |
| 100 m borboleta feminino  | Katarina Simonović                                                    | 1:05.49      | 25º (7º q4)  | Não avançou | Não avançou | Não avançou   | Não avançou       |
| 400 m livre feminino      | Marija Joksimović                                                     | 4:32.25      | 19º (8º q2)  |             |             | Não avançou   | Não avançou       |
| 200 m livre masculino     | Stefan Šorak                                                          | 1:54.37      | 21º (7º q5)  |             |             | Não avançou   | Não avançou       |
| 400 m livre masculino     | Stefan Šorak                                                          | 4:03.37      | 13º (4º q2)  |             |             | Não avançou   | Não avançou       |
| 100 m livre masculino     | Velimir Stjepanović                                                   | 51.16        | 4º (1º q7)   | 50.56       | 4º (3º sf1) | 50.25         | Medalha de prata  |
| 100 m borboleta masculino | Velimir Stjepanović                                                   | 54.71        | 6º (1º q4)   | 54.00       | 3º (2º sf1) | 53.77         | Medalha de bronze |
| 200 m borboleta masculino | Velimir Stjepanović                                                   | 2:02.04      | 5º (3º q3)   |             |             | 2:03.27       | 8º                |
| 4x100 m livre misto       | Velimir Stjepanović Marija Joksimović Katarina Simonović Stefan Šorak | 3:41.15      | 10º (3º q1)  |             |             | Não avançaram | Não avançaram     |
| 4x100 m medley misto      | Velimir Stjepanović Marija Joksimović Katarina Simonović Stefan Šorak | 4:21.02      | 16º (4º q1)  |             |             | Não avançaram | Não avançaram     |

## Remo
| Evento                 | Atleta                     | Elim.   | Elim.       | Repescagem | Repescagem  | Semifinais | Semifinais   | Final   | Final        |
| Evento                 | Atleta                     | Tempo   | Pos.        | Tempo      | Pos.        | Tempo      | Pos.         | Tempo   | Pos.         |
| ---------------------- | -------------------------- | ------- | ----------- | ---------- | ----------- | ---------- | ------------ | ------- | ------------ |
| Skiff simples feminino | Jovana Arsić               | 4:04.97 | 5º (bat. 1) | 4:07.89    | 3º (rep. 1) | 4:13.45    | 1º (sf C/D1) | 4:11.26 | 2º (Final C) |
| Dois sem masculino     | Nikola Simović Vuk Matović | 3:10.54 | 3º (bat. 1) |            |             | 3:19.82    | 3º (sf A/B2) | 3:10.94 | 5º (Final A) |

## Tênis
| Evento           | Atleta        | 1ª rodada                        | Torneio de consolação       | Torneio de consolação | Torneio de consolação | Torneio de consolação | Pos. final |
| Evento           | Atleta        | 1ª rodada                        | 1ª rodada                   | Quartas-de-final      | Semifinais            | Final                 | Pos. final |
| Evento           | Atleta        | Oponente Resultado               | Oponente Resultado          | Oponente Resultado    | Oponente Resultado    | Oponente Resultado    | Pos. final |
| ---------------- | ------------- | -------------------------------- | --------------------------- | --------------------- | --------------------- | --------------------- | ---------- |
| Simples feminino | Doroteja Erić | TUN Ons Jabeur D 0-2 (6-7 e 3-6) | GER Anna-Lena Friedsam D WO | Não avançou           | Não avançou           | Não avançou           | --         |

| Evento           | Atleta                                 | 1ª rodada                                                   | Quartas-de-final   | Semifinais         | Final              | Pos. final |
| Evento           | Atleta                                 | Oponente Resultado                                          | Oponente Resultado | Oponente Resultado | Oponente Resultado | Pos. final |
| ---------------- | -------------------------------------- | ----------------------------------------------------------- | ------------------ | ------------------ | ------------------ | ---------- |
| Duplas femininas | Doroteja Erić e GER Anna-Lena Friedsam | CHN Tang Haochen/ CHN Zheng Saisai D 1-2 (5-7, 6-2 e 11-13) | Não avançaram      | Não avançaram      | Não avançaram      | --         |

## Voleibol
| Evento                        | Elenco | Preliminares | Preliminares                                                                                                 | Preliminares | Semi-finais                          | Disputa pelo bronze                    | Pos. final |
| Evento                        | Elenco | Grupo | Resultados                                                                                                   | Pos.         | Semi-finais                          | Disputa pelo bronze                    | Pos. final |
| ----------------------------- | ------ | --- | --- | ------------ | ------------------------------------ | -------------------------------------- | ---------- |
| Torneio Masculino de Voleibol | A      | Stefan Vladisavljev, Boris Martinović, Nikola Živanović, Aleksandar Filipović, Aleksa Brđjović, Ivan Glavinić, Siniša Žarković, Filip Stoilović, Dimitrije Pantić, Čedomir Stanković, Raško Jovanović, Milan Katić | COD República Democrática do Congo V 3-1 (25-15, 25-18, 22-25, 25-21) RUS Rússia D 0-3 (17-25, 20-25, 12-25) | 2º           | CUB Cuba D 0-3 (22-25, 19-22, 22-25) | RUS Rússia D 0-3 (17-25, 17-25, 15-25) | 4º         |